# Wechselsilo

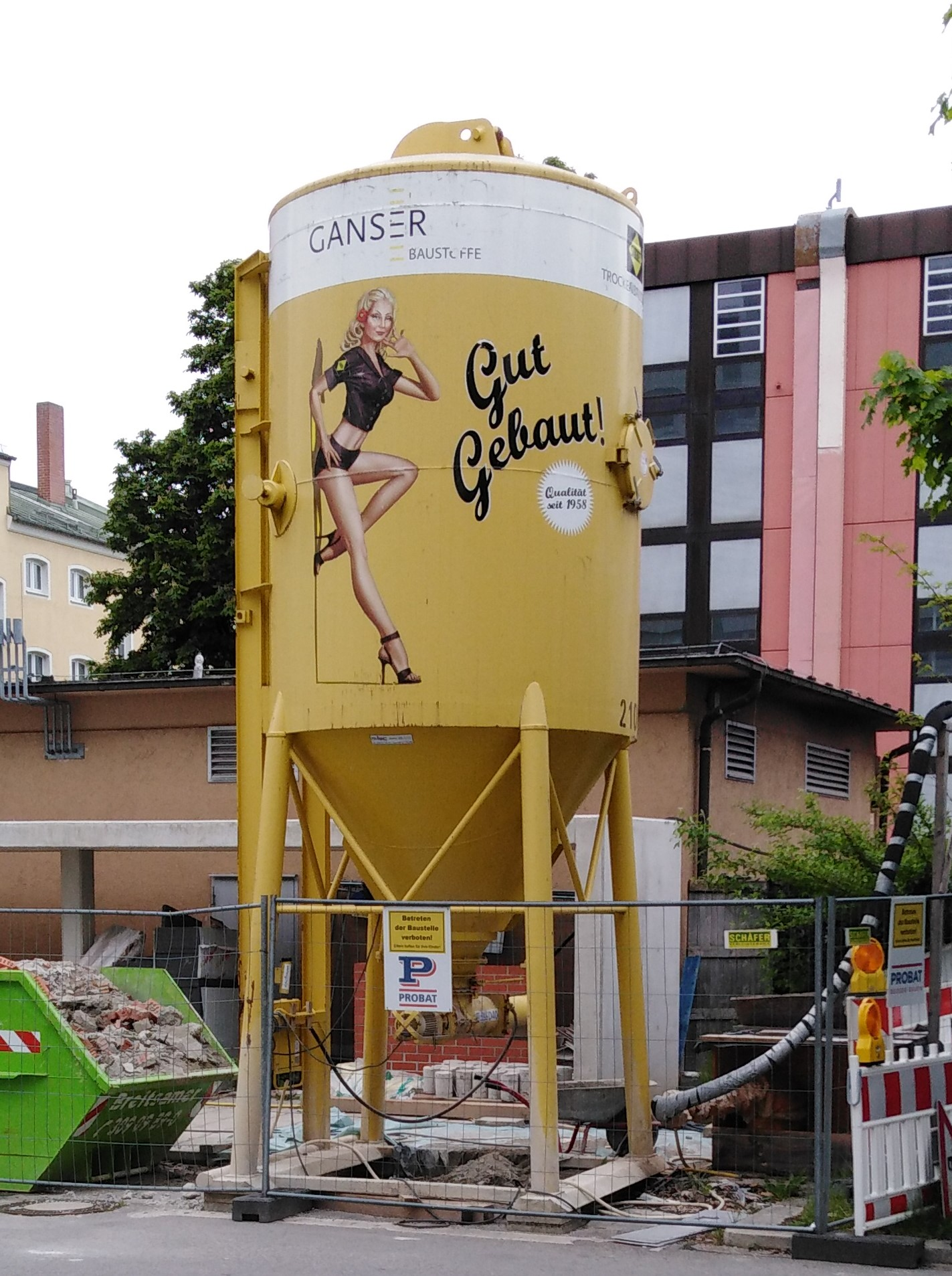
Wechselsilo auf der Baustelle

Ein Wechselsilo ist ein transportabler Behälter zur Lagerung von pulverförmigen oder körnigen Schüttgütern. Typischerweise handelt es sich dabei um Baustoffe wie Trockenmörtel, die direkt auf der Baustelle verarbeitet werden. Das gelagerte Material wird aus dem Silo entnommen und unter dosierter Wasserzugabe zu einem gebrauchsfertigen Produkt wie Mauermörtel, Estrich oder Putz vermischt. Neben Baustoffen werden auch Nahrungs- und Futtermittel, Granulate und Pellets in Wechselsilos abgefüllt und transportiert.
Für den Transport stehen spezielle Lkw, sogenannte Silosteller, zur Verfügung. Diese sind auf bestimmte Silotypen abgestimmt oder für den flexiblen Umgang mit mehreren Bauformen konzipiert.
Wechselsilos können auf unterschiedliche Weise befüllt werden. Liegt das Silo auf dem Lkw, erfolgt die Befüllung üblicherweise über die seitlich angebrachte Öffnung. Kleinere Ausführungen lassen sich auch stehend von oben befüllen. Alternativ kann das Schüttgut auch mittels Druckluft über ein Füllrohr eingeblasen werden. Die Entleerung am Aufstellort erfolgt je nach Bauart nach unten oder zur Seite.
Für den Betrieb von Wechselsilos stehen verschiedene Zusatzeinrichtungen zur Verfügung. Dazu zählen unter anderem Vorrichtungen zum Füllen, Entnehmen, Auflockern, Mischen oder Pumpen des Materials sowie technische Systeme zur Überwachung der Atmosphäre im Silo, zur Explosionsunterdrückung und Brandbekämpfung.

## Geschichte
Bis in die ersten Jahre nach dem Zweiten Weltkrieg war es üblich, Zement in Säcken auf Baustellen zu liefern. Im Verlauf der 1950er Jahre setzte sich jedoch zunehmend das Verfahren durch, leere Silos zur Baustelle im sogenannten Behälterverkehr zu transportieren und vor Ort mit Zement zu befüllen. Die rasche Verbreitung dieses Verfahrens lässt sich exemplarisch an zwei Zahlen ablesen: Während 1950 lediglich 6 % des auf westdeutschen Baustellen benötigten Zements in Silos bereitgestellt wurde, lag der Anteil 1963 bereits bei 52 %.
Mitte der 1960er Jahre kamen industriell hergestellte Trockenmörtelprodukte für unterschiedliche Anwendungsbereiche hinzu. Um diese effizient bereitstellen zu können, entwickelten die Baustoffhersteller eigene, mobile Silosysteme für den Baustelleneinsatz. Parallel dazu entstanden bei verschiedenen Fahrzeugbauern spezielle Silosteller, die auch bereits befüllte Wechselsilos aufnehmen, transportieren und absetzen konnten.
Wechselsilos haben sich seitdem in vielen Branchen durchgesetzt und sind zum festen Bestandteil moderner Logistik- und Versorgungskonzepte geworden – insbesondere dort, wo pulverförmige oder körnige Schüttgüter flexibel gelagert und transportiert werden müssen.

## Bestandteile
Ein Wechselsilo besteht aus mehreren Bestandteilen. Am Beispiel eines sogenannten Dachhakensilos lassen sich die wesentlichen Bestandteile wie folgt beschreiben:
1. Silodach
2. Silozylinder
3. Silokonus
4. Standfuß
5. Domdeckel
6. Befüllrohr
7. Angebaute Förderanlage
8. Dachhaken
9. Längsträger

## Arten
Im Laufe der Zeit haben die Hersteller verschiedene Typen von Wechselsilos entwickelt. Diese können anhand mehrerer Kriterien unterschieden werden:
Unterscheidung nach Aufnahmeart
Häufig erfolgt die Unterscheidung von Wechselsilos nach der Art ihrer Aufnahmevorrichtung. Gängige Varianten sind Dachhakensilos, Zentralhakensilos, Taschensilos und Kettensilos. Dachhakensilos haben den Hebepunkt am oberen Ende des Silodachs. Sie werden mithilfe eines Abrollkipperfahrzeugs mit Hakenlift aufgenommen und abgesetzt. Bei Zentralhakensilos ist die zentrale Aufnahmevorrichtung am oberen Ende des Silozylinders angebracht. Taschensilos dagegen haben zwei seitliche Aufnahmetaschen am Silozylinder, in die zwei beweglich gelagerte Flügel der Siloabsetzanlage eingeführt werden. Kettensilos sind mit mehreren Bolzen ausgestattet, an denen die Ketten eines Absetzkipperfahrzeugs angeschlagen werden.
Unterscheidung nach Form
Wechselsilos gibt es als Rundsilos und Rechtecksilos. Rechtecksilos kamen zu Beginn der 1970er Jahre auf den Markt mit einem Füllvolumen von 8 m³ und 13 m³. Die eckige Bauweise erwies sich hinsichtlich des Auslaufverhaltens jedoch als unvorteilhaft, sodass sich die Hersteller vor allem auf den Bau von Rundsilos konzentrierten.
Unterscheidung nach Betriebsart
Wechselsilos lassen sich außerdem nach ihrer Betriebsart unterscheiden. Es gibt zum einen Freifallsilos, bei denen das Material durch Schwerkraft entladen wird, und zum anderen Drucksilos, die das Material mittels Druckluft austragen.
Unterscheidung nach Größe
Auch die Größe stellt ein Unterscheidungskriterium dar. Die maximal zulässigen Abmessungen und das zulässige Gesamtgewicht im Straßenverkehr begrenzen die Dimensionen von Wechselsilos. Die Spanne reicht von Großsilos, die am Aufstellort nachbefüllt werden und ein Füllvolumen von bis zu 60 m³ haben, bis zu Kleinsilos mit deutlich geringeren Abmessungen und einem Volumen von nur etwa 1 m³. Weit verbreitet sind vor allem Silos mit einem Fassungsvermögen von 17,5 m³ und 22,5 m³.

## Aufstellfläche

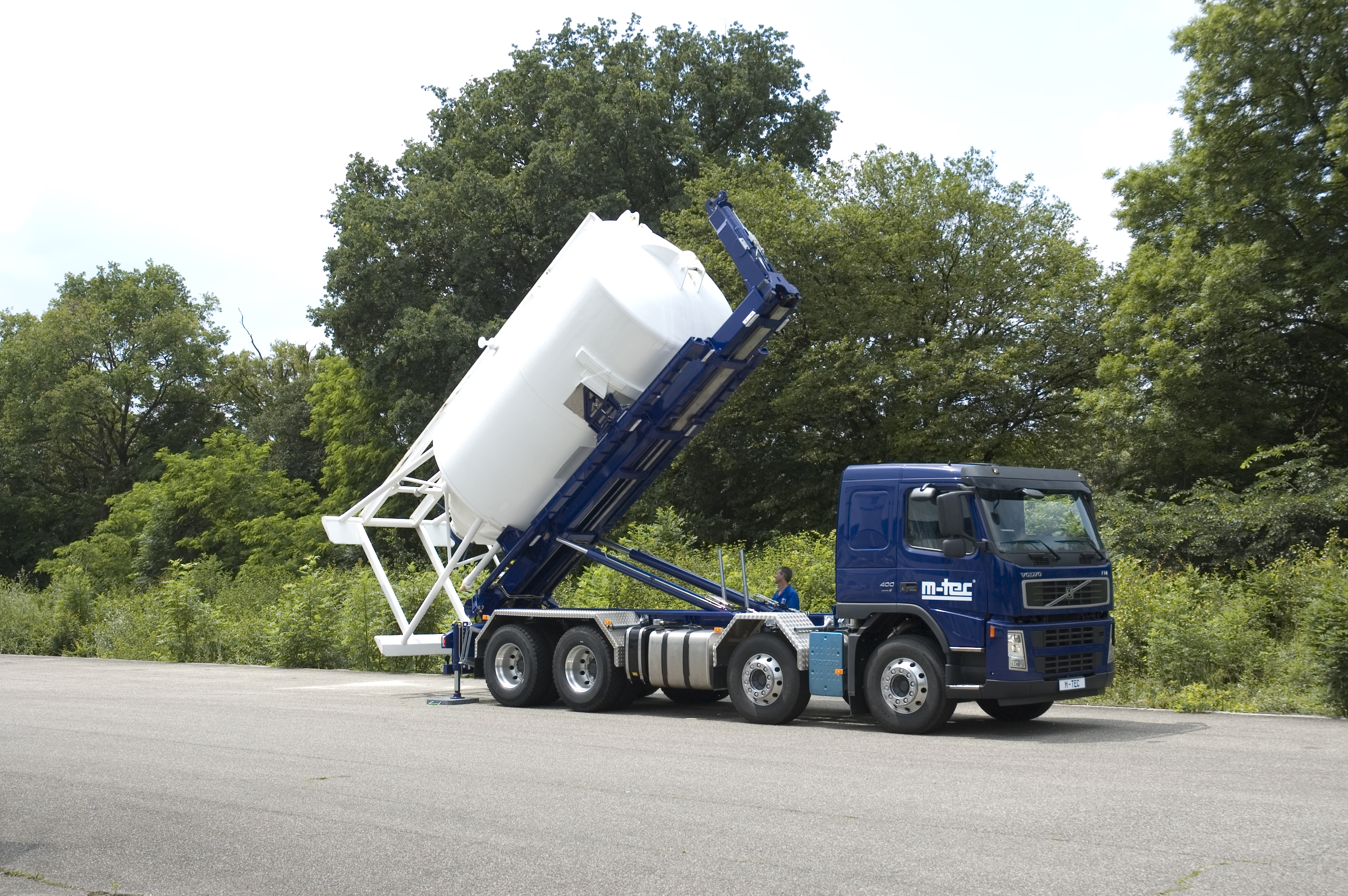
Silosteller beim Abladen eines Taschensilos. Das Bild verdeutlicht den Platzbedarf beim Abladevorgang

An die Aufstellfläche von Wechselsilos werden besondere Anforderungen gestellt, um einen sicheren Betrieb zu gewährleisten. Der Untergrund muss absolut eben, waagerecht und ausreichend tragfähig sein. Zudem ist ein ausreichender Abstand zu Baugruben oder Böschungen einzuhalten. Das Unterspülen des Standfußes, etwa durch abfließendes Regenwasser, ist zu verhindern. Zudem muss vor dem Standplatz eine ausreichend große, befestigte Rangier- und Stellfläche für das Auf- und Abladen sowie für das gegebenenfalls notwendige Nachbefüllen zur Verfügung stehen.

## Normen und Standards
Deutschland
- DIN 30734 – Einkammer-Wechsel-Silo (Freifall) für Silo-Absetz- und Abrollkipper-Fahrzeuge